# Последний из удэге
«После́дний из удэге́» — незавершённый роман-эпопея трилогия советского писателя Александра Александровича Фадеева, писавшийся в течение двенадцати лет (1929 — 1941). 
Роман-эпопея посвящен становлению советской власти в Приморье.

## История создания
«Последний из удэге» был задуман автором еще в начале 20-х годов. В одном из писем 1950 года А. Фадеев сообщает: «Я начал писать „Последний из удэге“ раньше, чем „Разгром“».Замысел романа зародился под влиянием книги Фридриха Энгельса «Происхождение семьи, частной собственности и государства» и на основе личных наблюдений автора за жизнью коренного населения Уссурийского края — удэге. 
В 1925–1926 годах А. Фадеев работает над «Разгромом», а с начала 1927 года – одновременно над двумя произведениями: романом «Провинция», в котором собирался изобразить новую, «советскую провинцию, выросшую из старых уездных нравов», и над романом «Последний из удэге». Фадеев стремился дать в романе эпическую картину эпохи Гражданской войны, показать все слои русского общества в 1917–1920 годах, рассказать о преобразовании края при Советской власти. Название романа — дань юношескому увлечению прозой Фенимора Купера: у Купера «Последний из могикан» — представитель вымершего и уничтоженного колонизаторами индейского племени, а фадеевский Сарл — последний удэ, живущий по законам рода. 
А. Фадеев работал над романом «Последний из удэге» почти всю свою жизнь, стремясь дать в нем эпическую картину эпохи гражданской войны, показать все слои русского общества в 1917–1920 годах, рассказать о преобразовании края при Советской власти. Сравнительно быстро были написаны первые части произведения. Уже в январе 1927 года в записных книжках А. Фадеева появляются заметки, связанные с «Последним из удэге»: об описании быта и нравственных представлений удэге. В 1928 году он завершает работу над первой частью и тут же приступает ко второй. В августе 1932 года А. Фадеев пишет матери: «На днях кончил вторую книгу „Удэге“ и принялся за третью».

## Сюжет
Сюжет разворачивается весной 1919 года во Владивостоке и в охваченных партизанским движением районах Сучан, Ольга, в таёжных деревнях. Однако многочисленные ретроспекции знакомят читателей с панорамой исторической и политической жизни Приморья задолго до описываемых событий — накануне Первой мировой войны и Февраля 1917-го.
Главные герои — Сережа и Лена Костенецкие, дети врача, сосланного в Сибирь при царизме. Сережа не может стоять в стороне от революционных настроев. Он вхож и в дома богатых жителей — заводчика Гиммера и «белого» полковника Всеволода Лангового. Но ему ближе по духу революционеры. Он и его сводная сестра Елена становятся на сторону председателя ревкома Петра Суркова, «красных» партизан Алексея Чуркина и Гладких.

## Персонажи романа-эпопеи
- Сергей и Елена Костенецкие — дети сельского врача.
- Пётр Сурков — председатель ревкома
- Алексей Чуркин "Маленький" — представитель подпольного комитета РСДРП.
- Сарл — последний из удэге
- Гиммер — промышленник.
- Всеволод Ланговой — "белый" полковник.

и другие.